# Meriton Korenica
Meriton Korenica (Orahovac, 15 de noviembre de 1996) es un futbolista kosovar que juega en la demarcación de extremo para el CFR Cluj de la Liga I.

## Selección nacional
Hizo su debut con la selección de fútbol de Kosovo el 9 de septiembre de 2023 en un partido de clasificación para la Eurocopa 2024 contra Suiza que finalizó con un resultado de empate a dos tras los goles de Remo Freuler y un autogol de Amir Rrahmani para Suiza, y un doblete de Vedat Muriqi para Kosovo.

## Clubes
| Club                        | País                | Año       | Partidos | Goles |
| --------------------------- | ------------------- | --------- | -------- | ----- |
| KF Shkëndija                | Macedonia del Norte | 2015-2016 | 1        | 0     |
| FK Metalurg Skopje (cedido) | Macedonia del Norte | 2016      | 8        | 0     |
| KF Liria Prizren            | Kosovo              | 2016-2018 | 23       | 3     |
| FC Prishtina                | Kosovo              | 2018-2020 | 57       | 21    |
| FC Ballkani                 | Kosovo              | 2020-2023 | 116      | 24    |
| Manisa FK                   | Turquía             | 2023-2024 | 11       | 1     |
| FC Ballkani (cedido)        | Kosovo              | 2024      | 21       | 2     |
| CFR Cluj                    | Rumania             | 2024-     | 50       | 12    |

## Palmarés

### Títulos nacionales
| Título              | Club           | País    | Año  |
| ------------------- | -------------- | ------- | ---- |
| Superliga de Kosovo | F. C. Ballkani | Kosovo  | 2022 |
| Supercopa de Kosovo | F. C. Ballkani | Kosovo  | 2022 |
| Superliga de Kosovo | F. C. Ballkani | Kosovo  | 2023 |
| Superliga de Kosovo | F. C. Ballkani | Kosovo  | 2024 |
| Copa de Kosovo      | F. C. Ballkani | Kosovo  | 2024 |
| Copa de Rumania     | CFR Cluj       | Rumania | 2025 |